# Elefantine
Elefantine är en ö i Nilen, mitt emot staden Assuan, nedanför första katarakten. Den är 1,2 km lång och 0,4 km bred. Under forntiden utgjorde den gränsen mellan Egypten och Etiopien, och den är den etnografiska nordgränsen för den nubiska befolkningen. På östra sidan finns en berömd nilometer (vattenmätare) från ptolemaisk tid. Hela södra delen av ön är täckt av ruinhögar efter staden Elefantine. Papyrusfynd med text på arameiska har gjorts på ön.
Ruinerna i Elefantine ingår i världsarvet Nubiska monument från Abu Simbel till File.